# Флинт, Генри
Генри Флинт (англ. Henry Flynt, родился в 1940 году в Гринсборо, Северная Каролина) — американский философ
, музыкант-авангардист, представитель антиискусства.
Именно ему принадлежит изобретение термина «концептуальное искусство» в одноимённом (Conceptual Art) эссе 1961 года, опубликованном в книге An Anthology of Chance Operations под редакцией Джексона МакЛоу и Ла Монте Янга в 1963.

## Дискография
- New American Ethnic Music, Volume 1: You are my Everlovin' + Celestial Power
- New American Ethnic Music, Volume 2: Spindizzy
- New American Ethnic Music, Volume 3: Hillbilly Tape Music
- New American Ethnic Music, Volume 4: Ascent to the Sun
- C Tune
- Raga Electric
- Backporch Hillbilly Blues, Volume 1
- Backporch Hillbilly Blues, Volume 2
- I Don’t Wanna
- Purified by the Fire
- Henry Flynt & Nova' Billy
- Dharma Warriors